# Хачатрян, Лёва Юзикович
Лёва Юзикович Хачатрян (арм. Լեւոն Խաչատրյան, 2 мая 1955, Ереван) — депутат парламента Армении.
Родился 2 мая 1955г. в г. Ереване, в 1973—1978 окончил Ереванский политехнический институт. Инженер-механик.

## Карьера
- 1978—1995 — работал на Будённовском монтажном предприятии «Ставропольтехмонтаж».
- 1995—1997 — генеральный директор Астраханского завода железобетонных конструкций.
- 2002—2003 — председатель советов ООО «Концерн Энергия» и ООО «Армавир-свет».
- 2003—2007 — депутат парламента. Член постоянной комиссии по внешним отношениям. Беспартийный.
- 12 мая 2007 — избран депутатом парламента. Член постоянной комиссии по внешним отношениям. Беспартийный.